# Benson (TV-serie)
Benson är en amerikansk situationskomedi som sändes 13 september 1979–19 april 1986 på tv-kanalen ABC. Serien var en spinoffvariant på såpoperaparodin Lödder (titelfiguren, spelad av Robert Guillaume, som varit  med i tidigare serier som betjänt hos familjen Tate); dock var Benson mer situationskomedi än såpopera.

## Handling
Benson DuBois (Robert Guillaume) är anställd som huvudansvarig för hushållet hos guvernören och änklingen Eugene Gatling (James Noble), och hans dotter Katie (Missy Gold). Guvernör Gatling var kusin till Jessica Tate (Katherine Helmond) och Mary Campbell (Cathryn Damon), systrar vars familjer spelade viktig roll i Lödder.

## DVD
Den 24 juli 2007 släppte Sony Pictures Home Entertainment säsong ett av Benson på DVD i region ett för första gången. Den innehöll de ursprungliga avsnitten, samt de längre inledningssekvenserna, som inte förekom i syndikeringen. 
Den 28 februari 2012 meddelades att Sony skulle släppa säsong 2 på DVD den 3 april 2012 via Amazon.com:s program CreateSpace och Warner Bros.' Warner Archive Collection. Det var ett Manufacture-on-Demand (MOD)-släpp, enbart tillgängligt via Amazon.com och WBShop.com.
| DVD-namn                   | Antal avsnitt | Utgiven      |
| -------------------------- | ------------- | ------------ |
| The Complete First Season  | 24            | 24 juli 2007 |
| The Complete Second Season | 22            | 3 april 2012 |

## Priser och utmärkelser
Under de sju år som serien sändes nominerades den till Emmypriset 17 gånger. Den vann två, inklusive Best Actor in a Comedy Series för Guillaumes roll mellan andra och sista säsongen, vilket gjorde honom till första afroamerikan att vinna priset.

## Platser
Inspelningarna vid det som i serien var "guvernörens herrgård" är egentligen ett privathem vid 1365 South Oakland Ave. i Pasadena, Kalifornien. Samma hus sågs 1993 i filmen The Beverly Hillbillies, och 2006 i en amerikansk tv-reklam för företaget RE/MAX.